# Каюни-Мазаруни
Каюни-Мазаруни (на английски: Cuyuni-Mazaruni) е административен регион в Гвиана, Южна Америка.
Общата му площ е 47 213 км², а населението е 18 375 жители (по преброяване от септември 2012 г.). Намира се в северозападната част на страната.